# Гостин
Го̀стин (на полски: Gostyń; на немски: Gostyn, Gostingen) е град в Централна Полша, Великополско войводство. Административен център е на Гостински окръг и Гостинска община. Заема площ от 10,71 км2.

## География
Градът се намира в историческия регион Великополша. Разположен е на 32 километра източно от Лешно, на 28 километра южно от Шрем и на 39 километра югозападно от Ярочин.

## История
Първото споменавана на селището в писмен източник датира от 1275 година. През 1278 година бъдещият полски крал Пшемисъл II дал градски права на Гостин.
В периода (1975 – 1998) градът е част от Лешчинското войводство.

## Население
Населението на града възлиза на 20 182 души (2017 г.). Гъстотата е 1884 души/км2.

## Личности
Родени в града:
- Болеслав Чвуйджински, полски краевед
- Войчех Длугорай, полски композитор
- Анджей Юсковяк, полски футболист, национал
- Войчех Майхшак, полски актьор
- Марек Пич, полски оперен певец
- Марек Весоли, полски колоездач

## Градове партньори
- Етелбрек, Люксембург
- Дрезден, Германия
- Руан, Франция
- Щайнах, Германия

## Фотогалерия
- Главният площад
- Църква „Св. Малгожата“
- Улица „Колейова“